# Rayleigh–Jeansov zakon
Rayleigh-Jeansov zakon je zakon klasične fizike koji pokušava objasniti gustoću energije zračenja crnog tijela pri danoj temperaturi, služeći se klasičnim argumentima. Izveli su ga John William Strutt Rayleigh i James Hopwood Jeans 1900. godine.
Za valnu dužinu λ glasi:
{\displaystyle B_{\lambda }(T)={\frac {2ckT}{\lambda ^{4}}},}
gdje je c brzina svjetlosti, k je Boltzmannova konstanta, a T je temperatura u kelvinima.  Za frekvenciju ν, izraz je 
{\displaystyle B_{\nu }(T)={\frac {2\nu ^{2}kT}{c^{2}}}.}
Engleski fizičar Rayleigh izveo je λ−4 ovisnost Rayleigh–Jeansova zakona temeljem argumenata klasične fizike. Rayleigh i James Jeans su 1905. godine predstavli potpuniji izvod koji je sadržavao konstantu. Rayleigh–Jeansov zakon otkrio je važnu grešku u teorijskoj fizici svog vremena. Zakon je predviđao rezultatnu energiju koja divergira prema beskonačnosti kako se valna dužina primiče nuli, odnosno kako frekvencija teži beskonačnosti.  
Rayleigh–Jeansova jednadžba poklopila se s pokusima s visokim valnim dužinama (niske frekvencije), no sasvim se protivi rezultatima dobivenim u pokusima s kratkim valnim dužinama (visoke frekvencije, odnosno u ultraljubičastom području). Pokazalo se da ovo nije zato što se u izvođenju jednadžbe provukla pogreška, nego zbog toga što zakoni klasične fizike ne moge objasniti sve pojave u prirodi, prije svega pojave u mikrosvijetu, i zbog toga promatranja i predviđanja klasične fizike nisu bili u skladu.
Rayleigh-Jeansov zakon nije uspio riješiti problem ultraljubičaste katastrofe, kao ni Wienova aproksimacija  nekoliko godina prije, nego tek Max Planck svojim zakonom.

## Vanjske poveznice
- Izvod na HyperPhysics